# Édouard Glissant
Œuvres principales
- La Lézarde (1958)
- Le discours antillais (1981)
- Tout-monde (1993)
- Philosophie de la Relation : poésie en étendue (2009)

Édouard Glissant, né le 21 septembre 1928 à Sainte-Marie en Martinique et mort le 3 février 2011 à Paris 15e, est un romancier, poète et philosophe français. Il obtient le prix Renaudot en 1958 pour son roman La Lézarde. En 1992, Édouard Glissant a été finaliste pour le prix Nobel de littérature, mais c’est l’écrivain saint-lucien Derek Walcott qui l’emporte d’une voix.
Édouard Glissant est fondateur entre autres des concepts d'« antillanité », de « Tout-monde » et de « Relation », Glissant repense également la notion de créolisation mais aussi les catégories de la métaphysique ainsi que les modalités du dialogue des cultures, à l'aune de son prisme relationnel. Surtout connu pour Le Discours antillais (1981), Édouard Glissant est l'auteur d'une œuvre conceptuelle et littéraire colossale, et d'une bibliographie dense. De Soleil de la conscience (1956) à l'Anthologie de la poésie du Tout-Monde (2010), il s'est illustré dans tous les genres, roman, poésie, théâtre, essais philosophiques. Souvent classée parmi les théories du postcolonialisme, la pensée de Glissant est irréductible à une école ou un courant fixe, ayant toujours redéfini les modèles d'une vision du monde en quête de son mouvement.
« Distinguished professor » en littérature française à l'Université de la ville de New York (CUNY), Édouard Glissant est directeur du Courrier de l'Unesco de 1981 à 1988 et président honoraire du Parlement international des écrivains en 1993. Il reçoit à plusieurs reprises le titre de Docteur Honoris causa de diverses universités de par le monde (l'Université de Bologne par exemple, en 2004). Il mène l'essentiel de sa carrière universitaire aux États-Unis, d'abord à l'Université d'État de Louisiane à Baton Rouge, puis à New York. Il préside par ailleurs en 2006 la mission de préfiguration d'un Centre national consacré à la traite, à l'esclavage et à leurs abolitions. En 2006, il fonde l'Institut du Tout-Monde, à Paris.

## La période militante et l’engagement politique: 1940–1960
Il est né en septembre 1928 sur la commune de Sainte-Marie en Martinique. Dès sa jeunesse en Martinique, Édouard Glissant, à l'instar d'Aimé Césaire, se passionne pour le courant surréaliste, et milite, avec ses amis du Franc Jeu (groupe littéraire et politique), pour les idées révolutionnaires de libération des colonies. Il quitte la Martinique pour la métropole en 1946 où il étudie la philosophie à la Sorbonne, avec Jean Wahl et Gaston Bachelard, et l'ethnographie au Musée de l'Homme, où il rencontre notamment Jean Rouch. Il publie alors ses premiers recueils (Un Champ d'îles en 1953) et son roman La Lézarde, qui reçoit le Prix Renaudot en 1958. C'est l'époque de l'engagement politique et de la lutte pour la décolonisation aux côtés de grands écrivains tels que René Depestre, Frantz Fanon et Albert Memmi. À cette époque, il fréquente la Galerie du Dragon avec ses amis peintres, Roberto Matta, José Gamarra, Antonio Segui, Wifredo Lam, Valerio Adami, Joaquin Ferrer entre autres, pour lesquels il écrira de nombreux textes de réflexion esthétique.

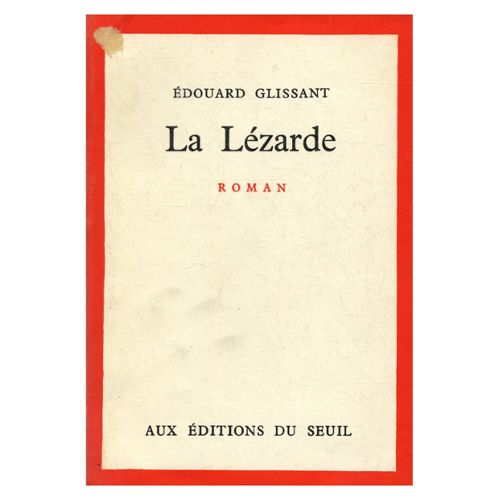

Jeune écrivain martiniquais, il participe activement aux débats littéraires et culturels au sein de la Fédération des Étudiants Africains noirs et de la Société Africaine de Culture ou encore à la revue Présence africaine, ainsi qu’aux deux grands événements de cette époque que furent le premier Congrès des écrivains et artistes noirs en septembre 1956 à la Sorbonne, et le deuxième à Rome en mars 1959. En avril 1961, il est l'un des quatre fondateurs du Front antillo-guyanais pour l'autonomie (FAGA), avec Marcel Manville, Albert Béville (Paul Niger en littérature) et Cosnay Marie-Joseph. Le Front antillo-guyanais est dissous par le pouvoir, en juillet 1961, quelques mois après sa création.
Il est l'un des signataires du Manifeste des 121 sur le droit d'insoumission dans la guerre d'Algérie, paru le 6 septembre 1960.

## Le retour au réel antillais: 1960–1990
En 1965, Édouard Glissant retourne en Martinique. En 1967, il crée l’Institut Martiniquais d’Études (IME), institution privée d’éducation qui vise à restituer aux jeunes Antillais un enseignement en accord avec la réalité de leur histoire et de leur géographie. Il fonde en 1971 la revue Acoma chez Maspero, revue critique de recherche sur les sociétés antillaises, qui annonce déjà l’un de ses essais-maître dans le domaine à cette période, Le Discours antillais (1981), première étude pluridisciplinaire (à la fois anthropologique, sociologique, littéraire et historique), sur l’exploration de la réalité antillaise envisagée d’un point de vue endogène.

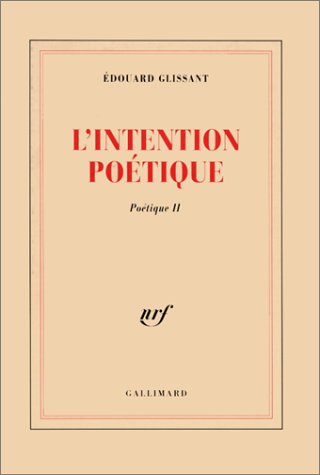

Son œuvre continuera à se développer conformément aux perspectives tracées dans L’Intention poétique (1969), tant sur le plan esthétique que philosophique et politique (« De l’Un à l’univers - Du divers au commun - Le nous de l’autre - L’autre du nous »). Au tournant des années 1990, Glissant va insister sur le processus de la créolisation et sur son concept de Relation, particulièrement exposée dans Poétique de la Relation, en 1990.

## L’ouverture aux concepts de créolisation: la construction de la Relation: 1990–2011

### Le «Tout-Monde»
À travers ses essais, ses romans, ou ses textes poétiques, qui se relaient en s’entrelaçant, il élabore progressivement la notion de « Tout-Monde », qui titre son roman de 1993, suivi de l’essai Traité du Tout-monde en 1997 : « J'appelle Tout-monde, notre univers tel qu'il change et perdure en échangeant et, en même temps, la “vision” que nous en avons […] ».  Le tout-monde n’est pas alors un nouveau concept ou un nouveau système de pensée, il est une nouvelle manière de penser et de regarder le monde, une parole ouverte.

### La «créolisation»
Parmi ses autres notions phares, sa redéfinition de la créolisation désigne chez lui « l'imprévisible » du monde, les identités culturelles inédites résultant de la confluence des différences. « J’appelle créolisation la rencontre, l’interférence, le choc, les harmonies et les disharmonies entre les cultures, dans la totalité réalisée du monde-terre. (…) Ma proposition est qu’aujourd’hui le monde entier s’archipélise et se créolise ». La notion de créolisation telle que la conçoit Glissant suppose une réflexion sur le langage. Selon lui, les écrivains appartenant à des zones culturelles dites « périphériques » manifesteraient un « tourment de langage » : « Toutes les langues qui sont nées de la colonisation, comme les langues créoles, sont des langues fragiles. [...] Dans ce cas-là, le ressortissant de la langue dominée est davantage sensible à la problématique des langues ».
« Là où les systèmes et les idéologies ont défailli, et sans aucunement renoncer au refus et au combat que tu dois mener dans ton lieu particulier, prolongeons au loin l’imaginaire, par un infini éclatement et une répétition à l’infini des thèmes du métissage, du multilinguisme, de la créolisation » (Traité du Tout-monde, 1997).

### La «Relation»
Il développe donc le concept clé de Relation en 1990 dans son essai Poétique de la Relation : « La pensée du rhizome serait au principe de ce que j’appelle une poétique de la Relation, selon laquelle toute identité s’étend dans un rapport à l’autre ».

### L'«Identité-relation»
Édouard Glissant définit l’identité comme une Identité-relation, contre l'acception de l'identité selon une « racine unique » : « une aptitude à “donner avec” », contestant « l’universel généralisant », et offrant de considérer les humanités sous l’angle de la mondialité, soit la « face humaine de la mondialisation ». « Si vous vivez la mondialité, vous êtes au point de combattre vraiment la mondialisation. » (La Cohée du Lamentin, 2005)
« L’Idée de l’identité comme racine unique donne la mesure au nom de laquelle ces communautés furent asservies par d’autres, et au nom de laquelle nombre d’entre elles menèrent leurs luttes de libération. Mais à la racine unique, qui tue alentour, n’oserons-nous pas proposer par élargissement la Racine rhizome, qui ouvre Relation ? Elle n’est pas déracinée : mais elle n’usurpe pas alentour. Sur l’imaginaire de l’identité-racine, boutons cet imaginaire de l’identité-rihizome. À l’être qui se pose, montrons l’étant qui s’appose. Récusons en même temps les retours du refoulé nationaliste et la stérile paix universelle des puissants. Dans un monde où tant de communautés se voient mortellement refuser le droit à toute identité, c’est paradoxe que de proposer l’imaginaire d’une identité-relation, d’une identité-rhizome. Je crois pourtant que voilà bien une des passions de ces communautés opprimées, de supposer ce dépassement, de le porter à même leurs souffrances. »

### Activités internationales
De 1980 à 1988, Édouard Glissant dirige Le Courrier de l'Unesco, dont il développe les éditions en 36 langues diffusées dans plus de 150 pays. Il publie notamment un numéro intitulé « Guerre à la guerre : la parole aux poètes » (novembre 1982), avec la participation d’éminents écrivains du monde comme Adonis, Guinsberg, Labou Tan’si, Voznesensky, entre autres. À cette période et sous son impulsion Le Courrier de l'Unesco s’affirme comme un « forum ouvert aux débats intellectuels à l’échelle internationale » (Hommage à Édouard Glissant, UNESCO).
En 1988, il s’installe aux États-Unis et dirige une chaire de littérature française à  l'université d'État de Louisiane (LSU). Il tirera de son expérience du Sud esclavagiste des États-Unis, son étude consacrée à l’œuvre de Faulkner, Faulkner Mississippi (1996). Sa pensée qui rencontre un fort retentissement aux États-Unis, l’amène à enseigner à l’université de la ville de New York (CUNY) où il est nommé en 1994 Distinguished University Professor. Sa pensée rayonne en Haïti, dans les Caraïbes, autant qu’en Afrique, en Amérique latine ou qu’au Québec. Plusieurs colloques lui sont alors consacrés.
En 1993, aux côtés de Christian Salmon, Adonis, Breyten Breytenbach, Jacques Derrida, Salman Rushdie et Pierre Bourdieu, il s’associe activement à la création du Parlement International des Écrivains, institution internationale destinée à organiser une solidarité concrète avec les écrivains et intellectuels victimes de persécutions, à « créer de nouveaux espaces de liberté, d’échange et de solidarité pour défendre la liberté de création partout où elle est menacée ».
En 2006, Édouard Glissant crée l’Institut du Tout-Monde, avec le soutien du Conseil Régional d'Île-de-France, du Ministère de l’Outre-Mer, et de la Maison de l’Amérique Latine : « Une plate-forme où se rencontrent les imaginaires et les écritures du monde, un espace où se dit la créolisation, un observatoire des pas imprévisibles de la mondialité, et des incidences multiples et inattendues, des métamorphoses et des utopies des humanités contemporaines »(présentation site numérique). Une multitude de réalisations et de projets vont voir le jour. Tous témoignent, sous l’impulsion donnée par l’écrivain, de cette « Nouvelle Région du monde » en Relation qu’il souhaitait y voir incarnée, et qu’il définissait dans son ouvrage éponyme en 2009.
En 2006 encore, le Président de la République Jacques Chirac, lui confie la mission d'élaborer un Centre National consacré à la Traite et à l'esclavage, en prévision duquel il publie en 2007 Mémoires des esclavages (chez Gallimard), mettant en lumière l'importance d’une entreprise mémorielle collective autour de la Traite négrière, de l’esclavage et de leurs abolitions.
Avec son manifeste Tous les jours de mai… Pour l’abolition de tous les esclavages, paru aux éditions numériques de l’Institut du Tout-Monde en 2008, il réaffirme son engagement pour un rassemblement des mémoires, et une poétique de la Relation des humanités : « Les mémoires des esclavages ne cherchent pas à raviver les revendications ou les réclamations avant toute chose. Dans le monde total qui nous est aujourd'hui imposé, la poétique du partage, de la différence consentie, de la solidarité des devenirs naturels et culturels […] nous incline vers un rassemblement des mémoires, une convergence des générosités, une impétuosité de la connaissance, dont nous avons tous besoin, individus et communautés, d'où que nous soyons. Conjoindre les mémoires, les libérer les unes par les autres, c'est ouvrir les chemins de la Relation mondiale. »
En 2009, Glissant publie son dernier essai, Philosophie de la Relation, sous-titré Poésie en étendue, et comme ultime ouvrage, La terre, le feu, l'eau et les vents - Une anthologie de la poésie du Tout-monde, en 2010.

« Le poème (….) est toujours à venir. C’est pourquoi nous vivons quelques visions prophétiques du passé, en même temps que nous consentons aux imprévus d’ici là et de maintenant. C’est-à-dire que cette route au long de laquelle les foules des poèmes du monde vantent leurs stèles, nous l’éprouvons bruissante, parfois nous la parcourons dans les cris et les démesures, mais qu’en même temps nous voyons qu’elle mène, à la fin, Rutebeuf ou Gilbert Gratiant ou Estella Morente ou Georges Brassens, au silence le plus uni, où chacun se trouve et s’estime »

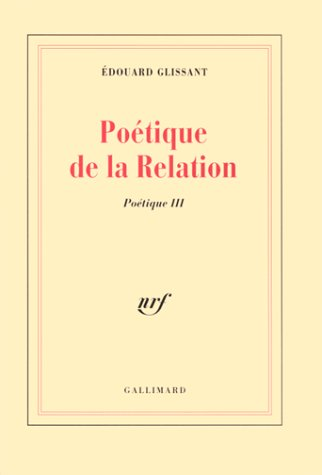

Il meurt en février 2011 à Paris,.

## Prix Édouard-Glissant
Depuis 2002, le prix Édouard-Glissant, créé par l'université Paris-VIII, avec le soutien de la Maison de l'Amérique latine et de l’Institut du Tout-Monde, est destiné à « honorer une œuvre artistique marquante de notre temps selon les valeurs poétiques et politiques d'Édouard Glissant : la poétique du divers, le métissage et toutes les formes d’émancipation, une réflexion autour d'une poétique de la Relation, celle des imaginaires, des langues et des cultures ».

## Publications

### Essais
- Soleil de la conscience (Poétique I), (Seuil, 1956), nouvelle édition, Paris, Gallimard, 1997.
- L'Intention poétique (Poétique II), (Seuil, 1969), Paris, Gallimard, 1997.
- Le Discours antillais, (Seuil, 1981) Paris : Gallimard, 1997 (texte remanié de sa thèse de doctorat)
- Poétique de la relation (Poétique III), Paris : Gallimard, 1990
- Discours de Glendon suivi d'une bibliographie des écrits d'Édouard Glissant établie par Alain Baudot, Toronto : éd. du GREF, 1990
- Introduction à une Poétique du Divers, Montréal : Presses de l'Université de Montréal, 1995 / Paris : Gallimard, 1996
- Faulkner, Mississippi, Paris : Stock, 1996, Paris : Gallimard (folio), 1998
- Traité du Tout-Monde (Poétique IV) Paris : Gallimard, 1997
- La Cohée du Lamentin (Poétique V) Paris : Gallimard, 2005
- Une nouvelle région du monde (Esthétique I) Paris : Gallimard, 2006
- Mémoires des esclavages (avec un avant-propos de Dominique de Villepin), Paris : Gallimard, 2007[13]
- Quand les murs tombent. L'identité nationale hors-la-loi ? (avec Patrick Chamoiseau). Paris : Galaade, 2007
- La Terre magnétique : les errances de Rapa Nui, l'île de Pâques (avec Sylvie Séma). Paris : Seuil, 2007
- L'Intraitable Beauté du monde. Adresse à Barack Obama (avec Patrick Chamoiseau). Paris : Galaade, 2009
- Les Entretiens de Baton Rouge, avec Alexandre Leupin, Paris, Gallimard, 2008, 168 p.
- Philosophie de la relation, Paris, Gallimard, 2009[6]
- 10 mai : Mémoires de la traite négrière, de l'esclavage et de leurs abolitions Paris : Galaade / Institut du Tout-monde, 2010
- L'Imaginaire des langues. Entretiens avec Lise Gauvin (1991-2009), Paris : Gallimard, 2010
- Manifestes, co-écrit avec Patrick Chamoiseau, Paris, La Découverte / Éditions de l'Institut du Tout-Monde, 2021

### Poésie
- Un Champ d'îles, frontispice de Wolfgang Paalen, Paris : Éditions Instance, 1953
- La Terre inquiète, lithographies de Wifredo Lam, Paris : Éditions du Dragon, 1955
- Le Sel Noir, Paris : Seuil, 1960
- Les Indes, Un Champ d'îles, La Terre inquiète, Paris : Seuil, 1965
- L'Intention poétique. (1969) (Poétique II), nouvelle édition, Paris : Gallimard, 1997
- Boises, histoire naturelle d'une aridité, Fort-de-France : Acoma, 1979
- Le Sel noir, Le Sang rivé, Boises, Paris : Gallimard, 1983
- Pays rêvé, pays réel, Paris : Seuil, 1985
- Fastes, Toronto : Éditions du GREF, 1991
- Poèmes complets (Le Sang rivé, Un Champ d'îles, La Terre inquiète, Les Indes, Le Sel noir, Boises, Pays rêvé, pays réel, Fastes, Les Grands chaos), Paris : Gallimard, 1994
- La Terre le feu l’eau et les vents : une anthologie de la poésie du Tout-monde, Paris : Galaade, 2010

### Romans
- La Lézarde (Prix Renaudot 1958), Paris, Éditions du Seuil / Gallimard (réimpr. 1984, 1995 et 1997) (1re éd. 1958), 250 p., 19 cm (ISBN 2-02-024639-2 et 978-2-02-006634-1, OCLC 459427440, BNF 32172655, SUDOC 08225916X, présentation en ligne).
- Le Quatrième Siècle, Paris, Éd. du Seuil / Gallimard, coll. « Le Cercle du nouveau livre » (réimpr. 1990, 1997 et 2021) (1re éd. 1964), 290 p., 21 cm (ISBN 2-02-001025-9 et 2-07-074619-4, OCLC 489724927, BNF 33026265, SUDOC 010163646, présentation en ligne)  — prix Veillon 1965.
- Malemort, Paris, Éd. du Seuil / Gallimard (réimpr. 1997) (1re éd. 1975), 232 p., 21 cm (ISBN 2-02-004198-7 et 2-07-074625-9, OCLC 370740720, BNF 34572111, SUDOC 000091820, présentation en ligne).
- La case du commandeur, Paris, Éd. du Seuil / Gallimard (réimpr. 1992, 1997, 2011 et 2019) (1re éd. 1981), 253 p., 21 cm (ISBN 2-02-005855-3 et 978-2-07-074624-8, OCLC 461858085, BNF 34656430, SUDOC 000404748, présentation en ligne).
- Mahagony, Paris, Éd. du Seuil / Gallimard (réimpr. 1997) (1re éd. 1987), 253 p., 21 cm (ISBN 2-02-009741-9 et 2-07-074626-7, OCLC 416759175, BNF 34968523, SUDOC 001322362, présentation en ligne).
- Tout-Monde, Paris, Gallimard, coll. « Folio » (réimpr. 2002) (1re éd. 1993), 610 p., 18 cm (ISBN 2-07-039361-5 et 978-2-07-039361-9, OCLC 463739095, BNF 35794738, SUDOC 003734986, présentation en ligne).
- Sartorius : le roman des Batoutos, Paris, Gallimard, 1999, 352 p., 21 cm (ISBN 2-07-075652-1 et 978-2-07-075652-0, OCLC 301672513, BNF 37050895, SUDOC 046625631, présentation en ligne).
- Ormerod, Paris, Gallimard, 2003, 361 p., 21 cm (ISBN 2-07-076759-0 et 978-2-07-076759-5, OCLC 402027947, BNF 38970151, SUDOC 071038620, présentation en ligne).

### Théâtre
- Monsieur Toussaint, (1961), nouvelle édition : Paris : Gallimard, 1998
- Le Monde incréé : Conte de ce que fut la Tragédie d'Askia, Parabole d'un Moulin de Martinique, La Folie Célat, Paris : Gallimard, 2000

## Prix et distinctions
- Prix Renaudot en 1958 pour son roman La Lézarde.
- Prix Puterbaugh Foundation Biennial aux États-Unis en 1989.
- Prix Roger-Caillois en 1991.
- En 1992, Édouard Glissant a été finaliste pour le prix Nobel de littérature, mais c’est l’écrivain Saint-Lucien Derek Walcott qui l’emporte d’une voix.
- 1995 - Prix de la revue Études françaises pour Introduction à une Poétique du Divers.
- "Docteur Honoris Causa" auprès de trois universités (York University à Toronto en 1989, West Indies University à Trinidad en 1993, Université de Bologne en 2004).

## Hommages

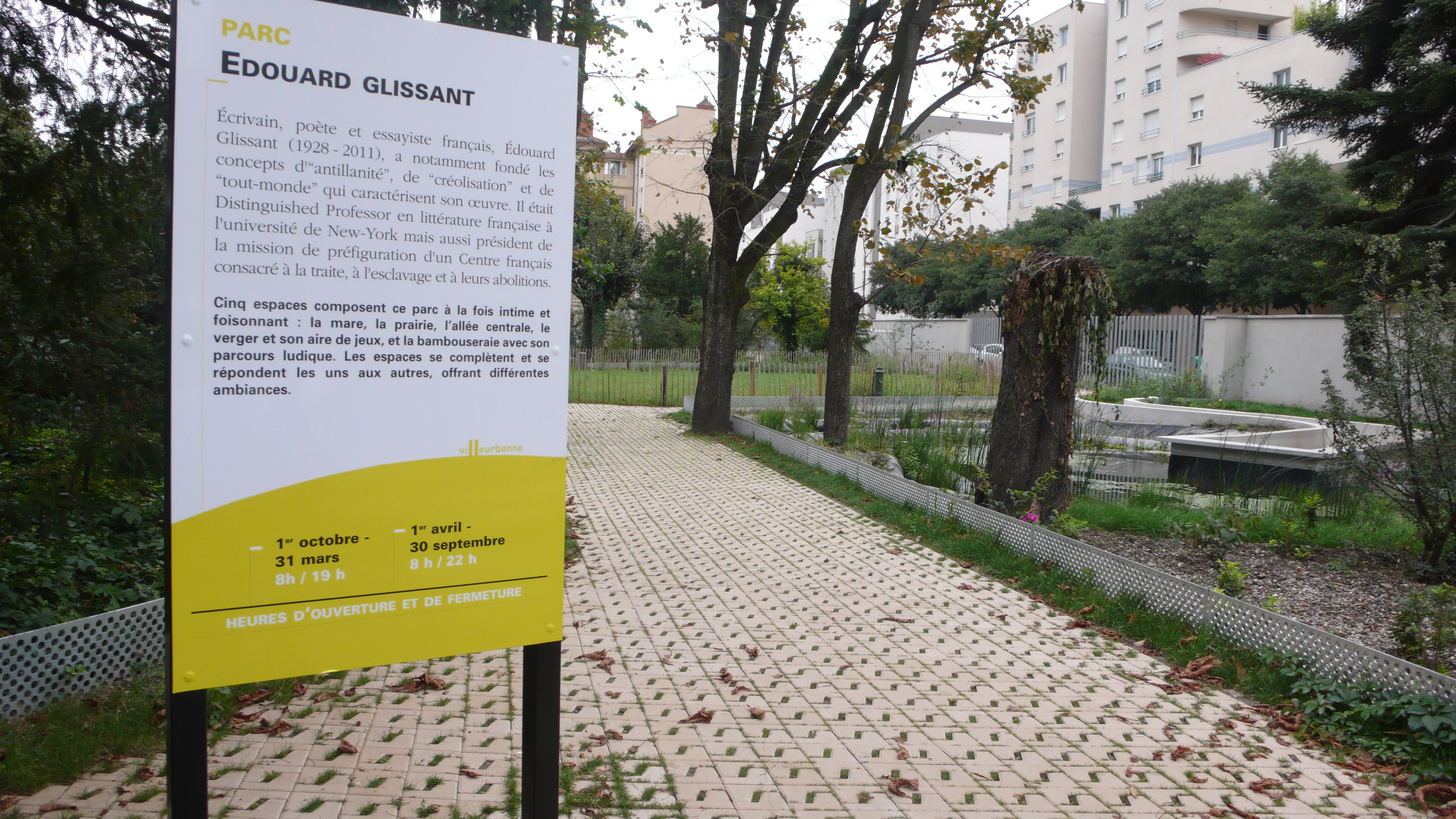
Le parc Édouard-Glissant à Villeurbanne.

- Villeurbanne : le parc Édouard-Glissant, inauguré le 1er juillet 2011.
- La Courneuve : la Maison du parc Georges-Valbon, inaugurée le 3 juin 2011 porte le nom Édouard-Glissant.
- Esplanade Édouard-Glissant à Nantes depuis octobre 2012.
- Promenade Édouard-Glissant, dans le 7e arrondissement de Paris, dans le quartier où il vécut.

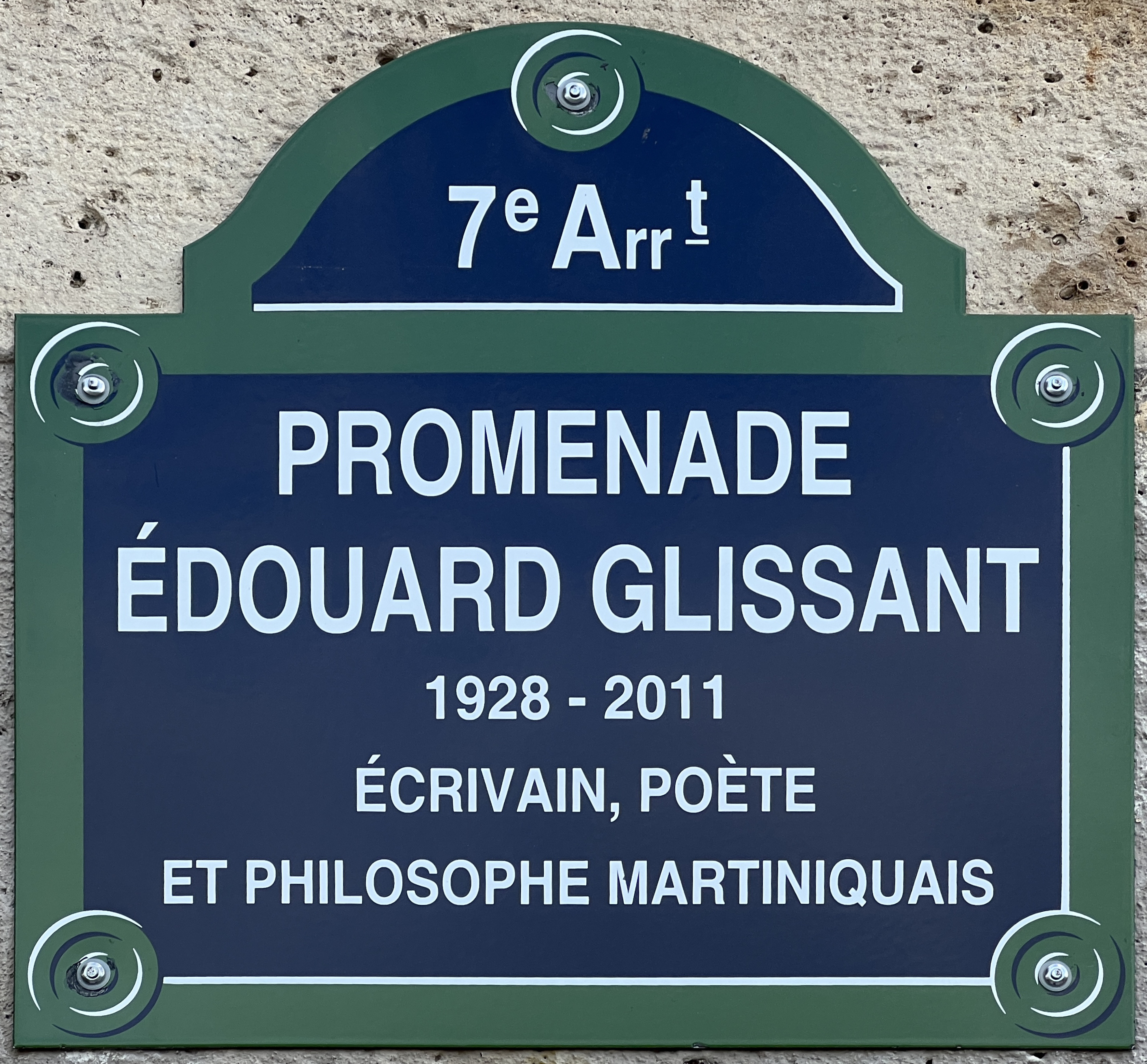
Plaque de la promenade, à Paris.

- Une exposition, « Mondialité », lui est consacrée à la Villa Empain à Bruxelles sous la supervision d'Asad Raza et de Hans Ulrich Obrist du 19 avril au 27 août 2017[14].
- L'homme politique français Jean-Luc Mélenchon utilise le terme inventé par le poète[15] de « créolisation » pour désigner « l'idée que des humanités différentes qui se trouvent réunies dans un endroit du monde participent à la création d'une nouvelle identité »[16].

## Filmographie
- « Édouard Glissant à propos des livres "Les Indes" et "Soleil de la conscience" » [vidéo], sur ina.fr, RTF Télévision (émission Lectures pour tous), 6 février 1957
- « Édouard Glissant à propos de son roman La lézarde » [vidéo], sur ina.fr, RTF Télévision (émission Lectures pour tous), 3 décembre 1958
- « Édouard Glissant à propos du passé des Antillais » [vidéo], sur ina.fr, RTF Télévision (émission Lectures pour tous), 2 septembre 1964
- Édouard Glissant, film documentaire de Philippe Collage. Participation de Félix Guattari, Roberto Matta, Agustín Cárdenas et Jean-Jacques Lebel. Production Omnia Vidéo et la Maison de la Poésie de la ville de Paris, 1987, 26 min (Betacam)
- « Portrait Edouard Glissant » [vidéo], sur ina.fr, Antenne 2, 13 octobre 1988
- Édouard Glissant, portrait de l'écrivain réalisé par Guy Deslauriers pour la série « Un siècle d'écrivains » de France 3, en 1996, 52 min.
- Deux films documentaires de Federica Bertelli autour d'Édouard Glissant : 
  - Un imaginaire pour une mondialité à faire (2002, 32 min) (édité en DVD par Les périphériques vous parlent[17])
  - Les Attracteurs étranges (2004, 70 min) (édité en DVD par Les périphériques vous parlent[18])
- Édouard Glissant, film documentaire de Jean-Noël Cristiani pour la série « Les hommes-livres », INA, Paris, 2008, 52 min.
- Édouard Glissant, la créolisation du monde, documentaire de Yves Billy et Mathieu Glissant pour la série « Empreintes » de France 5, 52 min, 2010, Production Auteurs associés avec la participation de France Télévisions.
- Édouard Glissant : un monde en Relation, film documentaire réalisé par Manthia Diawara, K'a Yelema Productions, 2010, 52 min.
- Poétique du Divers -Édouard Glissant, film documentaire réalisé par Guillaume Robillard, produit par Philip Judith-Gozlin, pour GOLDA PRODUCTION et France Télévisions. 2016, 52 min. (édité en DVD par Arcades)